# Muricella rosea
Muricella rosea is een zachte koraalsoort uit de familie Acanthogorgiidae. De koraalsoort komt uit het geslacht Muricella. Muricella rosea werd in 1910 voor het eerst wetenschappelijk beschreven door Nutting. 